# Federación Mundial de Tiro con Arco
La Federación Internacional de Tiro con Arco (World Archery) es la organización que se dedica a regular las normas del tiro con arco a nivel competitivo, así como de celebrar periódicamente competiciones y eventos en cada una de sus disciplinas.
Tiene su sede en la ciudad de Lausana (Suiza).
Cuenta en 2016 con la afiliación de 153 federaciones nacionales de los cinco continentes.

## Historia
Fue fundada el 4 de septiembre de 1931 en Lwów (en esa fecha la ciudad pertenecía a Polonia) por las federaciones nacionales de Checoslovaquia, Francia, Hungría, Italia, Polonia, Suecia y Estados Unidos.
El primer Campeonato Mundial de Tiro con Arco se celebró en 1931 en la ciudad de Lwów, el primer Campeonato Mundial en Campo en 1969 en la localidad estadounidense de Valley Forge y el primer Campeonato Mundial en Sala en 1991 en la ciudad finlandesa de Oulu.
El tiro con arco formó parte del programa de los Juegos Olímpicos de 1900, 1904, 1908 y 1920. No fue hasta los Juegos Olímpicos de 1972 que se volvió a introducir un torneo de tiro con arco gracias a la intervención de la FITA.
En el 49° Congreso de la FITA en julio de 2011 se tomó la decisión de renombrar la Federación Internacional de Tiro con Arco, por el de "Tiro con Arco Mundial" (World Archery).
El 12 de diciembre de 2023 World Archery informó el lanzamiento de su propio Servicio OTT con el modelo de video bajo demanda por suscripción y transmisiones en vivo para sus principales eventos.

## Disciplinas
La FITA reconoce oficialmente como disciplinas del tiro con arco a las siguientes ocho especialidades:
- Tiro con arco sobre diana al aire libre
- Tiro con arco en sala
- Tiro con arco en campo
- Carrera con arco
- Tiro con arco al suelo
- Tiro con arco de larga distancia
- Tiro con arco 3D
- Esquí con arco

La FITA también reconoce dos modalidades de tiro con arco:
- Arco recurvado u olímpico
- Arco de poleas

## Eventos
La FITA organiza anualmente muchas competiciones internacionales en cada una de sus disciplinas, entre las más importantes están las siguientes:
- Campeonato Mundial de Tiro con Arco al Aire Libre
- Campeonato Mundial de Tiro con Arco en Sala

## Organización
La estructura jerárquica de la federación está conformada por el presidente y los Vicepresidentes, el Congreso (efectuado cada dos años), el Comité Ejecutivo, el Consejo y ocho Comités: atlético, entrenadores, reglamentación, tiro de campo, jueces, médico, tiro con arco y técnico.

### Presidentes
| N.º | Periodo   | Nombre                    | País           |
| --- | --------- | ------------------------- | -------------- |
| 1   | 1931      | Mieczysław Fularski       | Polonia        |
| 2   | 1931-1939 | Bronisław Pierzchała      | Polonia        |
| 3   | 1946-1949 | Paul Demare               | Francia        |
| 4   | 1949-1957 | Henry Kjellson            | Suecia         |
| 5   | 1957-1961 | Oscar Kessels             | Bélgica        |
| 6   | 1961-1977 | Inger K. Frith            | Reino Unido    |
| 7   | 1977-1989 | Francesco Gnecchi-Ruscone | Italia         |
| 8   | 1989-2005 | James L. Easton           | Estados Unidos |
| 9   | 2005-     | Uğur Erdener              | Turquía        |

### Federaciones continentales
La FITA cuenta en 2016 con la afiliación de 153 federaciones nacionales repartidas en cinco organismos continentales:
| Nombre                                      | Siglas    | Sede                      | N.º de federaciones | Pág. web                                                  |
| ------------------------------------------- | --------- | ------------------------- | ------------------- | --------------------------------------------------------- |
| Federación Africana de Tiro con Arco        | (FAA)     | —                         | 24                  | —                                                         |
| Confederación Panamericana de Tiro con Arco | (COPARCO) | San Salvador, El Salvador | 27                  |                                                           |
| Federación Asiática de Tiro con Arco        | (AAF)     | Seúl, Corea del Sur       | 33                  |                                                           |
| Tiro con Arco Mundial Europa                | (WAE)     | Roma, Italia              | 50                  |                                                           |
| Federación de Tiro con Arco de Oceanía      | (OAC)     | —                         | 13                  | Archivado el 30 de septiembre de 2007 en Wayback Machine. |

### Federaciones nacionales
| África (FAA) | América (COPARCO) | Asia (AAF) | Europa (WAE) | Oceanía (OAC) |
| --- | --- | --- | --- | --- |
| Argelia · Benín · Camerún · Checoslovaquia · República Centroafricana · República Democrática del Congo · Costa de Marfil · Egipto · Eritrea · Guinea · Kenia · Libia · Madagascar · Marruecos · Mauricio · Mauritania · Namibia · Nigeria · Senegal · Sierra Leona · Somalia · Sudáfrica · Túnez · Uganda | Argentina () · Barbados · Bermudas · Brasil · Canadá · Chile () · Colombia () · Costa Rica () · Cuba · Dominica · República Dominicana () · Ecuador · El Salvador · Estados Unidos () · Guatemala () · Haití · Honduras · México () · Nicaragua · Panamá · Paraguay · Perú () · Puerto Rico · Surinam · Trinidad y Tobago · Uruguay () · Venezuela () | Afganistán · Arabia Saudita · Bangladés · Bután · Camboya · China · Corea del Sur · Corea del Norte · Filipinas · Hong Kong · India · Indonesia · Irán · Irak · Japón · Kazajistán · Kuwait · Laos · Líbano · Macao · Malasia · Mongolia · Birmania · Nepal · Pakistán · Catar · Singapur · Sri Lanka · Tailandia · China Taipéi · Tayikistán · Uzbekistán · Vietnam | Alemania · Armenia · Austria · Azerbaiyán · Bélgica · Bielorrusia · Bosnia y Herzegovina · Bulgaria · Chipre · Croacia · Dinamarca · Eslovaquia · Eslovenia · España () · Estonia · Islas Feroe · Finlandia · Francia · Georgia · Grecia · Hungría · Irlanda · Islandia · Israel · Italia · Kosovo · Letonia · Liechtenstein · Lituania · Luxemburgo · Macedonia del Norte · Malta · Moldavia · Mónaco · Montenegro · Noruega · Países Bajos · Polonia · Portugal · Reino Unido · República Checa · Rumania · Rusia · San Marino · Serbia · Suecia · Suiza · Turquía · Ucrania | Australia Fiyi Guam Kiribati Nueva Caledonia Nueva Zelanda Palaos Papúa Nueva Guinea Polinesia Francesa Samoa Samoa Americana Tonga Vanuatu |